# Мишадла
Мишадла (пол. Myszadła) — село в Польщі, у гміні Ядув Воломінського повіту Мазовецького воєводства.
Населення — 419 осіб (2011).
У 1975-1998 роках село належало до Седлецького воєводства.

## Демографія
Демографічна структура станом на 31 березня 2011 року:
|          | Загалом | Допрацездатний вік | Працездатний вік | Постпрацездатний вік |
| -------- | ------- | ------------------ | ---------------- | -------------------- |
| Чоловіки | 199     | 35                 | 138              | 26                   |
| Жінки    | 220     | 49                 | 117              | 54                   |
| Разом    | 419     | 84                 | 255              | 80                   |